# 광둥어
광둥어(한국 한자: 廣東語, 중국어 정체자: 廣東話, 간체자: 广东话, 월병: gwong2 dung1 waa2 궝동와[*], 한어 병음: Guǎngdōnghuà 광동화[*], 영어: Cantonese 캔터니즈[*]) 또는 광저우어(광주어, 중국어 정체자: 廣州話)는 중국어 방언의 하나로, 월어(粵語)의 가장 대표적인 하위 방언이다. 한국식 한자음으로는 광동어라고 한다.
중국 남부의 광둥성과 광시성 동부, 그리고 홍콩, 마카오에 걸쳐 전통적으로 사용된 방언이며, 오늘날 중화인민공화국의 8천만 명 뿐 아니라 동남아시아(특히 싱가포르, 말레이시아), 미국, 캐나다 등 해외 화교 1천만 명도 광둥어를 모어로 사용한다.
특히 홍콩과 마카오에서는 영어 혹은 포르투갈어와 함께 공용어로 사용되며, 현재도 홍콩 영화, 노래, 월극(粵劇) 등의 예술 작품을 포함한 여러 분야에서 광둥어가 널리 사용되고 있다. 문어와 구어의 차이가 있는데, 공식적 상황에서 흔히 쓰이는 문어는 표준 중국어와 유사한 구조의 문장을 광둥어식 발음으로 읽은 것이고, 구어는 비공식적인 일상 대화에서 많이 쓰이며 표준 중국어와 비교할 때 문법과 어휘에 큰 차이가 있다.
크게 6개의 성조가 존재하는데, 입성을 별도로 처리하는 전통적 구분에서는 9개로도 여겨진다.

## 역사
이민족에 의해 한족이 남쪽으로 밀려나면서 광동어는 고대와 중세 한어(漢語)의 발음과 특징이 매우 많이 남아 있다. 남송(南宋) 시대에는 그 지역의 문화의 중심이 되어, 다양한 민요와 극에 사용되었다. 또한 광동어는 고전 문학의 한 영역을 구축하여, 중세 중국어의 문학은 만다린이라고 불리는 표준 중국어와 다른 현대 중국어 방언들보다 광동어에 더욱 유사하게 소리난다.
탁발씨(拓跋氏) 북위(北魏)부터 시작하여 수차례 이민족에 의해 한족들은 화남지역으로 지속적을 밀려 남조를 건국하며 정복되길 반복하였고 이민족이 차지한 화북지역의 중국어 발음은 지속적으로 변화하였지만 광둥어와 푸젠성, 장쑤성 등 화남지역의 중국어는 고대, 중세 중국어(漢語)의 발음이 많이 남게 되었다. 그래서 대한민국에서 사용하는 한자 발음은 표준 중국어인 보통화보다 광둥어와 푸젠성 등 화남지역의 방언 한자 발음과 훨씬 비슷하다. 표준 중국어 보통화는 만다린이라고 불렸고 북쪽으로 갈수록 보통화의 표준 발음이 더 선명해져 동북 지역 하얼빈에 보통화 표준 발음이 가장 정확하다.
1842년 제1차 아편 전쟁이 끝나면서 수 세기 동안 이어져 왔던 해금령 (海禁令)이 철폐되었다. 이에 주강삼각주 출신의 광둥성 주민들과 상인들이 배를 타고 인근의 광둥성 일대나 이웃한 광시성으로 건너가 정착하기 시작하였다. 이들은 월어 내 다른 방언이나 좡어처럼 언어 계통이 달랐던 타지 내 광둥어 화자로 자리잡았는데 난닝-주장 일대의 '융심 방언' (邕潯粵語)이 대표적인 사례다. 19세기 후반에 이르러 바다 건너 해외의 동남아시아, 아메리카, 서유럽 일대로 화교들이 이주하면서 광둥어도 함께 퍼져 나갔으며, 해외 대도시에 형성된 차이나타운 주민들의 언어도 광둥어가 주를 이뤘다. 서양에서도 관심을 가지기 시작하여 1883년 영국의 제임스 다이어 볼 (James Dyer Ball)은 광저우 서부 시관 (西關) 방언을 중심으로 광둥어 발음과 억양을 처음으로 정리한 〈쉽게 만든 광둥어〉 (Cantonese made easy)를 펴냈다.
1900년대부터 중국 본토의 광저우 일대에서 홍콩과 마카오 (당시 영국와 포르투갈의 식민지)로 건너오는 정착민이 늘어났다. 과거 홍콩 일대는 월어 중에서도 선전이나 둥관 방언이 주류였으며 하카어와 민난어 화자들이 섞여 있었으나, 광저우 출신자들이 홍콩 인구 비중을 상당수 차지하게 되면서 자연히 광둥어가 주 언어로 부상하게 되었다. 이후로도 홍콩으로의 이주민 유입이 계속되면서 광둥어 화자 비중도 압도적인 비중으로 발전하게 되었는데, 1950년대까지만 하더라도 전체 인구 가운데 광둥어 화자는 50% 미만이었으나 1970년대부터는 90% 이상으로 폭증하였다. 반면 마카오에서 사용되던 기존 월어는 중산 방언에 해당되었으며, 마카오로 유입된 광둥어도 기존 월어 방언을 대체하는 것이 아니라 오히려 광둥어의 음운론에 영향을 끼치는 방식으로 나아가게 되었다.
한편으로 동시대 중국 연예계가 근거지를 홍콩으로 대거 이전하였고, 영국 식민지라는 지역 특성상 국내관객에 머무르지 않고 해외관객도 겨냥하는 쪽으로 변화해 나갔다. 머지않아 홍콩 영화의 부상으로 중국 영화계는 홍콩 기반의 광둥어와 본토 기반의 관화로 양분되었다. 표준 광둥어의 보수적인 억양과 더불어 광저우 시관 방언의 억양이 그대로 대중매체에 반영되었으며 이는 특히 1930년대 홍콩 영화에서 두드러졌다. 다만 이 기간 동안의 음운변화도 상당하여, 옛 광둥어에서 현대 광둥어로의 변화가 감지된다.
중국 대륙에서는 1949년 중국 공산당 집권 이후로 보통화를 공공 문서와 학교에서 사용하도록 하고 있다. 반면에 홍콩과 마카오에서는 '양문삼어' (兩文三語) 정책에 따라 광둥어를 공식 언어로 인정하였다. 이 원칙에 따라 홍콩 정부와 홍콩 법률은 여전히 광둥어를 주 언어로 사용하고 있으며 정부인사나 공무원들도 공식 석상에서 광둥어를 사용한다.

## 지역별 사용

### 홍콩과 마카오
홍콩의 공용어는 홍콩 기본법에 따라 중국어와 영어로 지정되어 있다. 그러나 여기서 말하는 중국어란 수많은 방언을 함의하고 있으며 광둥어도 그 중 하나에 해당된다. 예로부터 홍콩 내에서 주로 사용했던 언어는 광둥어였으므로 홍콩 정부와 홍콩 법원은 공용어로서의 중국어를 사실상 광둥어로 보고 널리 사용한다. 학교 수업에서도 영어와 함께 광둥어를 사용한다.
마카오에서도 공용어를 중국어와 포르투갈어로 지정해 놓았으나 광둥어를 사용하는 실정이다. 홍콩과 마찬가지로 가장 우세한 방언으로서 일상적으로 사용되고 있음을 감안하여 마카오 정부에서 공식적으로 사용하는 언어에 해당된다. 홍콩과 마카오의 광둥어는 중국 본토 광저우 일대의 광둥어와 비교하면 억양과 발음, 어휘에 약간의 차이가 있으나 서로간에 소통은 가능하다.

### 중국 본토

광둥성과 그 주변 일대의 월어 방언 분포 현황. 표준 광둥어의 사용지역은 분홍색으로 표시되어 있다.

중국 남동부 주강 삼각주 일대의 항구도시 광저우는 광둥어가 발원한 지역에 해당된다. 예로부터 광저우가 무역과 문화도시로 거듭난 것과 더불어 광둥어도 남송 대부터 월어 가운데서도 고위층의 방언으로 부상하였으며, 지금의 광둥성과 광시성 대부분 지역에 걸쳐 사용되었다.
1842년 홍콩의 영국 할양에 이어 1887년 마카오의 포르투갈 영유권 인정이 이루어졌으나 19세기~20세기에 광저우 일대에서 중국계 인구가 대거 이주해오면서 광둥어도 홍콩과 마카오의 대표적인 중국어 방언으로 자리잡았다. 1900년대에 이르러 청나라는 관화를 공용어로 채택하였으나 광둥성과 광시성에서는 여전히 광둥어를 공용어로 사용하였다. 1949년 중화인민공화국이 수립되면서 표준중국어를 유일한 공용어로 확립하였으나 이들 지역 내 광둥어의 영향력은 여전하였다.
중국 정부는 방송에서 지역방언 대신 표준중국어를 사용하도록 장려하고 있으나, 광둥성에서는 지역방송과 대중교통 안내방송에서 광둥어를 사용하는 등, 중국 내 다른 방언보다 상대적으로 높은 지위를 누리고 있다. 뿐만 아니라 대학교 선택과목이나 중국어를 제2외국어로 가르치는 수업에서도 광둥어를 소통언어로 쓰는 경우가 있다. 중화인민공화국에서 광둥어가 제한적으로나마 사용되고 있는 것은 광둥어가 공용어인 홍콩의 문화적 영향력에 대응하기 위한 동시에, 광둥어 매체가 광둥성 내에서 상당한 노출빈도와 시청취자를 확보하기 있기 때문인 것으로 분석된다.
그러나 광둥어의 비중을 줄이고 표준중국어로 대체되려는 움직임은 지역 내에서 여전한 논란거리로 남아 있다. 2010년에는 광저우 TV 채널의 표준중국어 프로그램 비중을 늘리려는 정부 정책에 반발한 시민들이 1989년 톈안먼 사태 이후 최대 규모의 거리시위에 나서면서 전격 철회되는 사건이 벌어졌다. 2010년대 이후 중국의 대표 경제도시로서 타지 출신의 표준중국어 화자들의 계속되는 유입과 엄격한 정부정책으로 광둥어 화자의 비중이 줄어들고 관화로 바뀌어 간다는 우려가 이어졌다. 그 결과 광둥어는 지역 정체성으로서 그 어느때보다도 중요한 문화로 취급되고 있는 실정이다. 학교 교과과정에 광둥어 수업을 도입하거나, 방송매체에서 광둥어로 제작된 프로그램을 방영하는 등 광둥어의 비중을 되살리려는 노력이 여기에 해당된다.

### 동남아시아
동남아시아 일대로 진출한 화교들 사이에서도 널리 사용되는데, 이는 광둥어가 모어인 화자들도 있지만 취안장어, 차오저우어, 하카어 등의 다른 화자들이 서로간의 의사소통을 위한 링구아 프랑카로서의 역할도 맡고 있기 때문이다. 이와 더불어 홍콩 영화 등의 광둥어 매체와 대중문화가 동남아시아 화교들 사이에서 널리 퍼져 있는 것도 한몫한다.

## 성모
|        |        | 순음 | 치음  | 경구개 | 연구개 | 연구개 | 성문 |
| 비원순 | 원순   | 순음 | 치음  | 경구개 |        |        | 성문 |
| ------ | ------ | ---- | ----- | ------ | ------ | ------ | ---- |
| 파열음 | 무기음 | /p/  | /t/   |        | /k/    | /kʷ/   |      |
| 파열음 | 유기음 | /pʰ/ | /tʰ/  |        | /kʰ/   | /kʷʰ/  |      |
| 파찰음 | 무기음 |      | /ts/  |        |        |        |      |
| 파찰음 | 유기음 |      | /tsʰ/ |        |        |        |      |
| 마찰   | 마찰   | /f/  | /s/   |        |        |        | /h/  |
| 비강   | 비강   | /m/  | /n/   |        | /ŋ/    |        |      |
| 접근   | 접근   |      | /l/   | /j/    |        | /w/    |      |

### 보통화와의 음운적 차이
- 그 외의 음운적 특질도 보통화와 상당한 차이가 있다.
- 개음이 존재하지 않는다.보통화에는 -i-, -u-, -y-와 같은 개음이 존재한다.

### 권설음, 설면음
- 권설음, 설면음이 존재하지 않는다. 해당 자음은 설첨음으로 조음되는 경우가 많다. 보통화의 권설음, 설면음에 해당하는 광동어 성모에 혼란이 있다.
- 설치음 성모  z, c, s는 i, yu 앞에 오면 설면음으로 발음된다. 따라서 설면음이 변이음으로서 존재한다. 그래서 광주화 병음방안에서는 이들 성모를 i, ü앞에서는 한어병음에서 동일한 발음이 나는 j, q, x로 표기하도록 하고 있다.

## 사용 국가
- 홍콩 (공용어)
- 마카오 (공용어)
- 중화인민공화국
  - 광둥성[21]
  - 광시 좡족 자치구[22]
- 베트남[23]
- 말레이시아[24]
- 싱가포르[25]

## 같이 보기
- 홍콩의 언어·문화
- 홍콩 언어학 학회 월어 병음 방안
- 광둥병음방안
- 홍콩어